# Parangitia delectans
Parangitia delectans là một loài bướm đêm trong họ Noctuidae.